# Victory Boogie Woogie
Victory Boogie Woogie (in italiano: "Boogie Woogie della vittoria") è un quadro dipinto da Mondrian durante il periodo in cui si trovava a New York (1940 - 1944).
Si tratta dell'ultima opera prodotta dall'artista, rimasta però incompiuta poiché vi stava ancora lavorando nei giorni precedenti alla sua morte.

## Descrizione
L'opera appare molto simile alla coeva Broadway Boogie Woogie sempre di Mondrian (assenza delle linee nere per delimitare la struttura delle forme, uso di forme molto più piccole), ma presenta allo stesso tempo delle importanti differenze: la tela è inclinata di 45° a formare un rombo (disposizione già usata dall'artista stesso in alcune opere del passato) e, soprattutto, il colore predominante non è più il giallo, ma appaiono tutti i colori primari con grande intensità, eliminando il 'linearismo' dell'altra tela sul Boogie Woogie e conferendo la massima vivacità possibile, tipica dell'atmosfera ritmata della grande mela, in un grido di speranza per la vittoria nella seconda guerra mondiale.

### Nel dopoguerra
L'opera fu comprata dall'imprenditore Samuel Irving Newhouse a metà anni '80 per 12 milioni di $, per poi rivenderla a fine anni '90 alle istituzioni olandesi, in quello che è stato il più costoso acquisto per un museo nederlandese (il Kunstmuseum a l'Aia).

Nel 2006 l'opera fu oggetto di analisi attraverso i raggi infrarossi, raggi X e quelli ultravioletti, allo scopo di risalire alla disposizione originaria dell'opera (poiché al momento della morte dell'artista, essa stava venendo rimaneggiata a causa dell'insoddisfazione di Mondrian per alcune forme). L'accurata ricerca con le moderne tecniche ha rivelato che l'opera è stata realizzata in modo molto meno sistematico di quanto si pensasse. In particolare, Mondrian ha rimaneggiato più volte la composizione dell'opera e ha raschiato varie volte la vernice dalla tela.

Analisi del 2006 - 2008
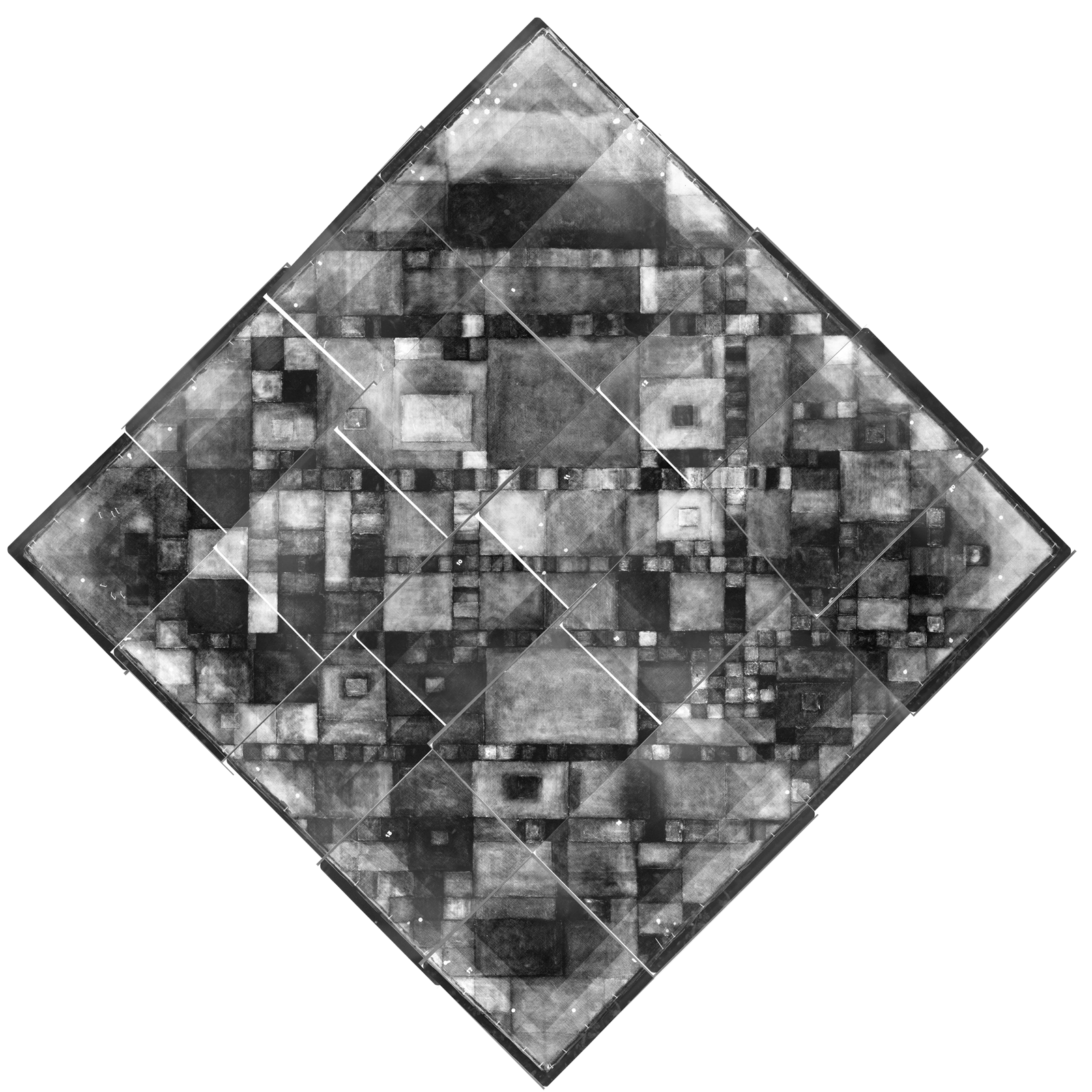
Analisi ai raggi X
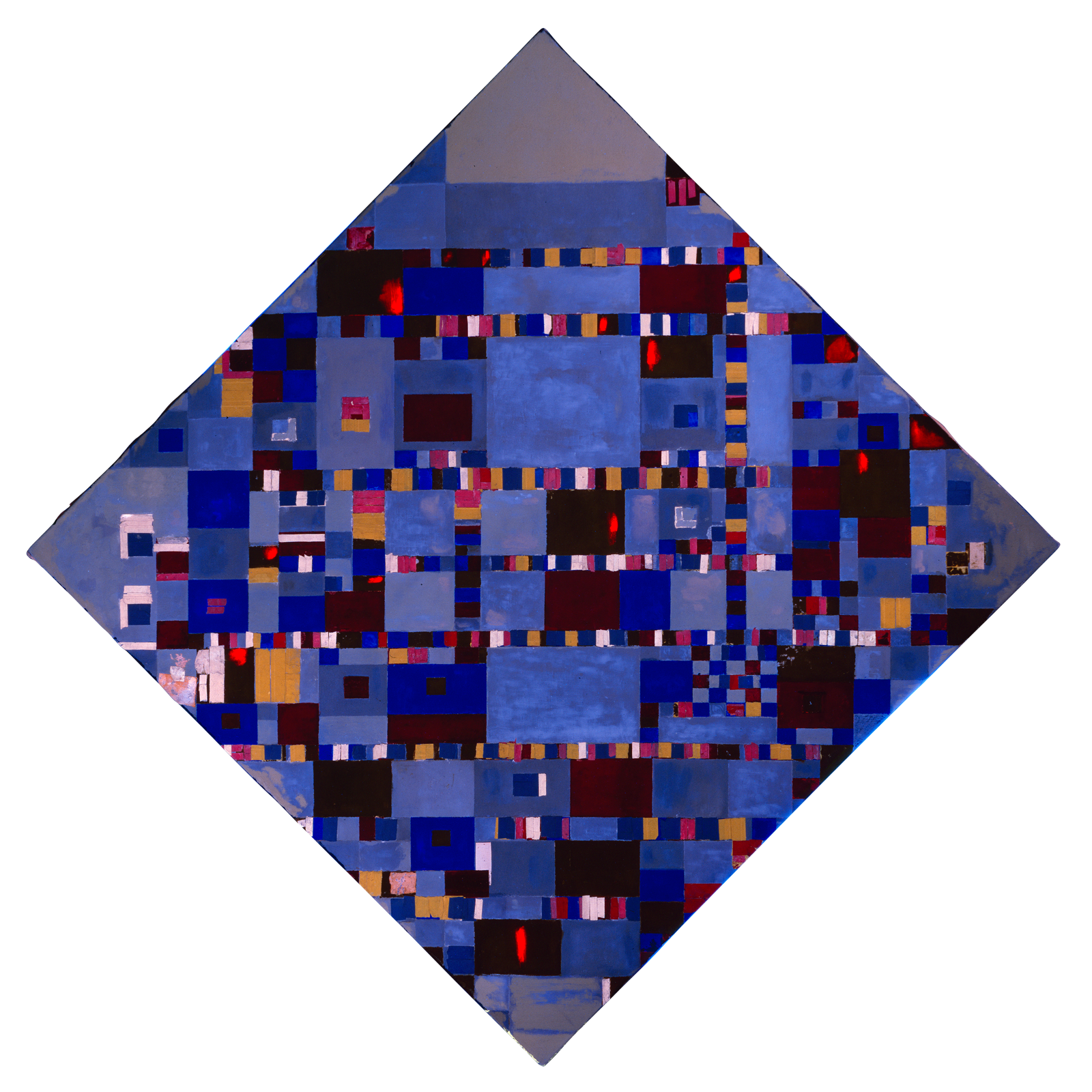
Analisi ai raggi UV.
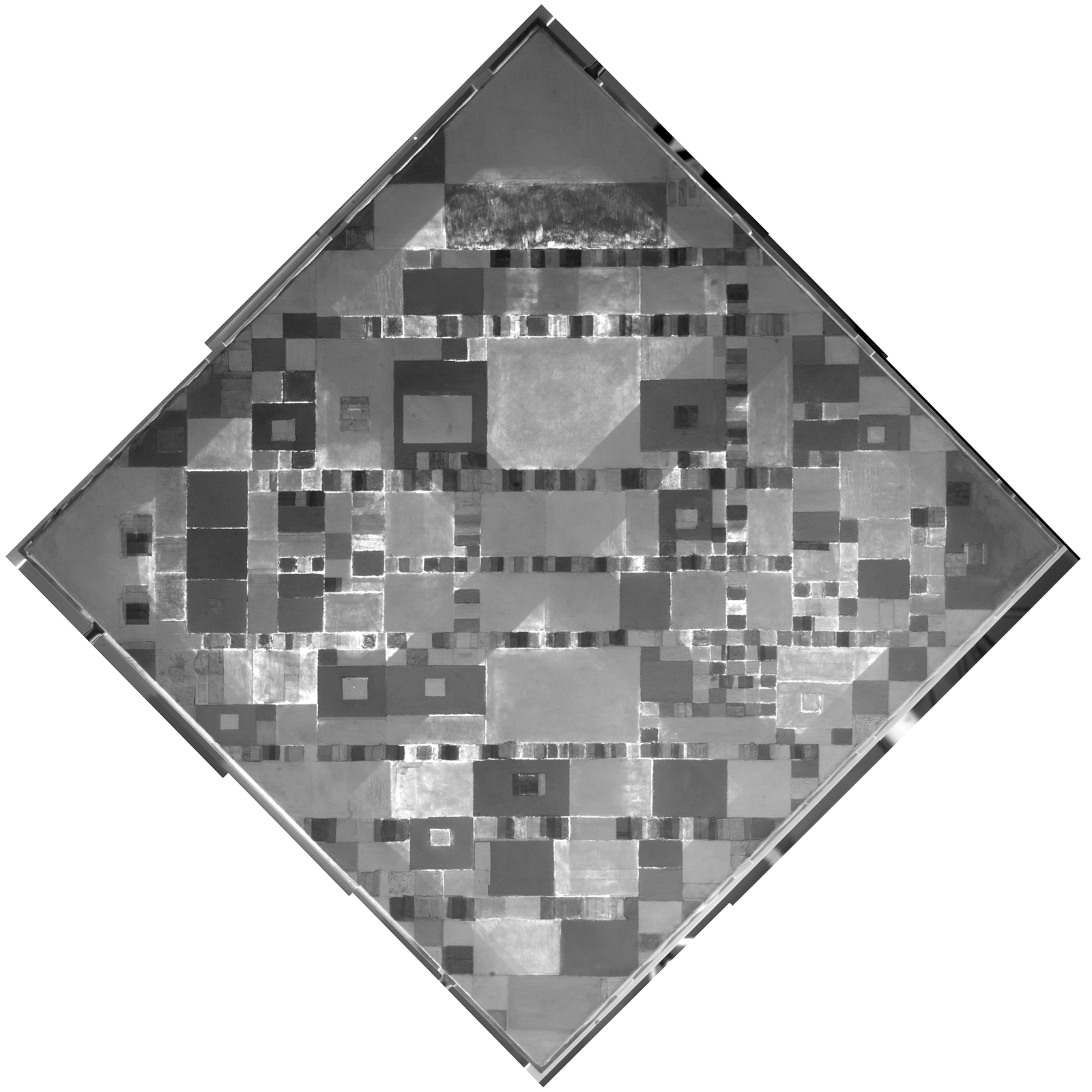
Analisi ai raggi infrarossi.
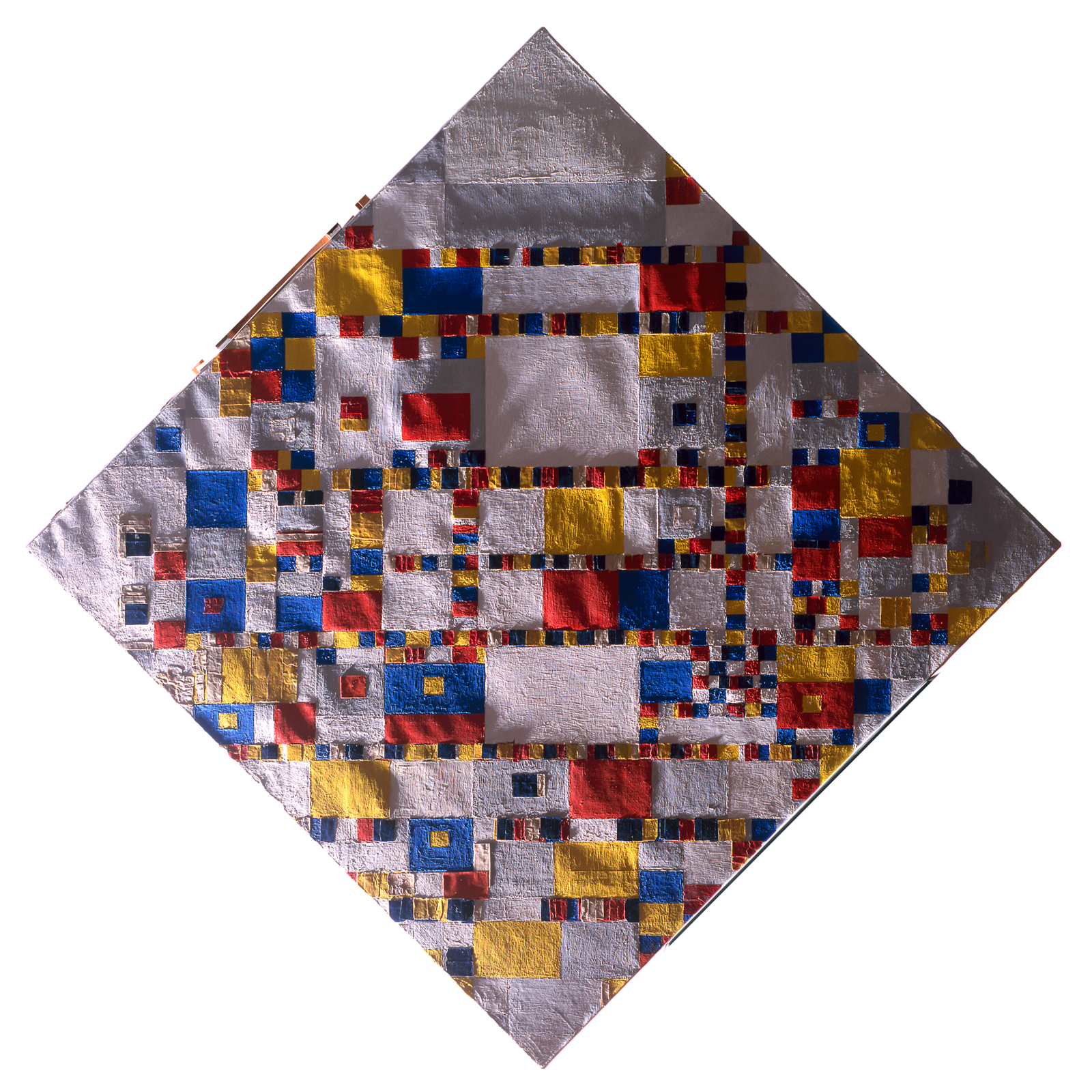
Analisi con luce naturale inclinata.